# Huerteales
Die Huerteales sind eine Pflanzenordnung der Bedecktsamigen Pflanzen (Magnoliopsida).

## Beschreibung
Die Familien dieser Ordnung sind durch relativ wenige gemeinsame abgeleitete Merkmale miteinander verbunden. Die Verwandtschaft der vier Familien wurde erst durch molekulargenetische Untersuchungen aufgedeckt.
Es sind verholzende Pflanzen: meist Bäume.
Die Blattränder sind gezähnt. Nebenblätter sind oft vorhanden. 
Die Blüten stehen in oft zymösen Blütenständen zusammen. Die Blüten sind klein. Der Blütenbecher (Hypanthium) ist kurz. Es ist nur ein Staubblattkreis vorhanden; der innere fehlt. Zwei Fruchtblätter sind zu einem Fruchtknoten verwachsen.

## Systematik
Die Ordnung Huerteales ist innerhalb der Eurosiden II die Schwestergruppe von (Malvales + Brassicales). Sie umfasst folgende vier Familien:
- Dipentodontaceae
- Gerrardinaceae
- Pentenaeaceae[2]
- Tapisciaceae